# ポンキッキーズ・メロディ2
『ポンキッキーズ・メロディ2』（-つう）は、1998年12月1日にSony Recordsから発売されたコンピレーション・アルバム。

## 解説
フジテレビ系で放送された番組「ポンキッキーズ」内で使用された楽曲を収録したオムニバス・アルバムの第2弾。

## 収録曲
1. シャナナナナナ／ディック・リー
  - 作詞・作曲：ディック・リー（3分14秒）
2. さあ冒険だ／和田アキ子
  - 作詞：森高千里・糸井重里　
  - 作曲：カールスモーキー石井　編曲：米米CLUB（2分41秒）
3. バブルバスガール／コニーちゃん
  - 作曲・編曲：カジヒデキ（4分04秒）
4. パラシューター／Folder
  - 作詞：小林和子　作曲・編曲：小森田実（4分51秒）
5. メロディー／西田ひかる・加藤和彦
  - 作詞：きたやまおさむ　作曲・編曲：加藤和彦（4分28秒）
6. LET'S GO!いいことあるさ／スーパー・ピーキーズ
  - 日本語詞：タケカワユキヒデ　編曲：服部隆之（4分53秒）
7. Ja-nay／鹿賀丈史
  - 作詞：三浦徳子　作曲：三井誠　編曲：清水靖晃（3分39秒）
8. 大人になっても／スチャダラパー
  - 作詞・作曲：松本洋介・松本真介・光嶋誠　編曲：スチャダラパー（4分51秒）
9. ピ ピカソ／モダンチョキチョキズ
  - 作詞：矢倉邦晃・保山宗明玉・チャンキー松本
  - 作曲・編曲：本間勇輔（4分35秒）
10. Birthday Party／gonna be fun
  - 作詞・作曲：立川俊之　編曲：京田誠一（4分48秒）
11. キミとボク／鈴木蘭々
  - 作詞・作曲：EPO　編曲：清水信之（4分01秒）
12. 花まつり／石井ビューティー
  - 作詞・作曲：石井竜也　編曲：伊藤隆博（4分47秒）